# A Stitch in Time (film 1925)
A Stitch in Time è un cortometraggio muto del 1925 diretto da Alexander Butler.
Decimo corto di una serie dal titolo Proverbs.

## Produzione
Il film fu prodotto dalla Reciprocity Films.

## Distribuzione
Distribuito dalla Reciprocity Films, il film - un cortometraggio in una bobina - uscì nelle sale cinematografiche britanniche nel novembre 1925.